# Communauté rurale de Darou Marnane
La communauté rurale de Darou Marnane est une communauté rurale du Sénégal située au nord-ouest du pays. 
Elle fait partie de l'arrondissement de Darou Mousty, du département de Kébémer et de la région de Louga.